# Antonello Perillo
Antonello Paolo Perillo (Napoli, 29 giugno 1961) è un giornalista italiano.

## Biografia
Giornalista professionista dal 1988, ha iniziato presso l'agenzia stampa Rotopress, il settimanale Napoli Oggi e il quotidiano Il Giornale di Napoli.
Attualmente è Condirettore della Tgr Rai nazionale.
Direttore dei servizi giornalistici dell'emittente televisiva “Canale Otto”, collaboratore di testate tra le quali Il Tempo e Il Mattino, nel 1992 ha vinto il primo premio “Grimaldi Ausonia” per il settore radiotelevisivo, grazie a una serie di reportage.
Entrato in RAI nel 1992, è conduttore del Tg Campania e ha condotto da studio le edizioni mattutine del TG1 e del TG2 prodotte dalla redazione di Napoli, nonché, per sette edizioni, la trasmissione Neapolis, rubrica pomeridiana di Rai 3 dedicata alle nuove tecnologie, alternandosi con gli altri redattori della rubrica.
Il 28 marzo 1999 è stato il primo conduttore televisivo italiano a trasmettere in diretta nazionale da uno "studio virtuale", quello del Tg3 Neapolis.
Dal 18 febbraio 2013 al 13 marzo 2022 è stato il Caporedattore Centrale Responsabile del TGR RAI della Campania. In precedenza era stato nominato caposervizio (aprile 2004), vice caporedattore (gennaio 2006), e caporedattore (1º maggio 2012).
Nel settembre 2006 ha presieduto il concorso letterario per ragazzi "Amici della vita" istituito dall'associazione culturale Tam Tam Brasile.
Già consigliere regionale della Campania dell'Unione Stampa Sportiva Italiana, è tra i soci fondatori dell'Associazione Giornalisti Politici della Campania, nella quale ricopre dall'aprile del 2007 l'incarico di Vice Presidente.
Dal maggio 2010 al maggio 2013 è stato consigliere regionale dell'Ordine dei Giornalisti della Campania, ricoprendo il ruolo di responsabile della Comunicazione e dei New Media.
Ideatore del Premio Giornalistico "Roberto Ciuni" organizzato dall'Ordine dei Giornalisti della Campania e dalla Fondazione Capri, è componente delle giurie del premio letterario Michele Giordano e del concorso di scrittura creativa "Inchiostro Digitale", promosso dall'Università Federico II di Napoli e dalla Rivista Ateneapoli.
Dal 18 febbraio 2013 al 14 marzo 2022 è stato alla guida della testata giornalistica regionale Rai della Campania come caporedattore centrale.
Dal gennaio 2017 al marzo 2022 è stato il curatore della rubrica nazionale della Tgr “Mezzogiorno Italia”, racconto del Sud, in onda il sabato su RaiTre alle 13:25. Rubrica da lui stesso ideata e fondata.
Nel novembre 2018 è stato presidente del tavolo di lavoro sulla Sicurezza Urbana nell’ambito della Conferenza Nazionale sulla Sicurezza promossa dalla Direzione Nazionale Antimafia e Antiterrorismo e dall’Eurispes.
Compare frequentemente nei panni di se stesso nella soap opera napoletana Un posto al sole.
Curatore dello Speciale Tgr “Illuminare le Periferie” realizzato in collaborazione con Rai per il Sociale, trasmesso a diffusione nazionale su RaiTre il 19 giugno 2021 e presentato al Festival del Sociale della Rai a Spoleto.
Ad aprile 2022  è nominato Vice Direttore della Tgr Rai nazionale.
Da gennaio 2024 è supervisore della rubrica nazionale della Tgr “Cammini di Speranza”.
Tra le sue deleghe, la supervisione su Lazio, Lombardia e Campania e la cura della rubrica nazionale del mattino di RaiTre “Buongiorno Italia.
Da maggio 2025 è Condirettore della Tgr Rai.

## Premi
- 2005 menzione speciale per il libro “L'isola che c'è. Capri raccontata ai ragazzi”, Premio “Elsa Morante – Il mondo salvato dai ragazzini”.
- 2005 Premio "Malafemmena", settore giornalismo.
- 2006 Premio “Penisola Sorrentina – Arturo Esposito” sezione Silvestro Amore” per il Giornalismo e la Letteratura.
- 2010 Premio Totò 2010 per il giornalismo sportivo.
- 2013 Premio Arycanda per l'impegno nella propria professione e per il coraggio nella cronaca giornalistica.
- 2013 Premio Personalità Europea 2013 per il settore giornalismo.
- 2014 Premio Giornalismo Lamont Young.
- 2014 Premio Nazionale di Giornalismo Balena Bianca.
- 2014 Premio Napoli C'è per l'informazione volta alla valorizzazione dei beni artistici e culturali di Napoli e della Campania.
- 2015 Oscar Green 2015, Coldiretti Campania.
- 2015 Premio di Giornalismo “Carlo Nazzaro”, comune di Chiusano San Domenico.
- 2016 Premio “Antonio Landieri” per l’impegno dedicato nel ricordo delle vittime innocenti di camorra.
- 2016 Premio Aniello Ambrosio per impegno dalla parte della legalità.
- 2017 Premio Cosimo Fanzago
- 2018 Premio Internazionale Rosario Livatino
- 2019 Premio Internazionale Ischia di Giornalismo
- 2020 Premio Nazionale Cimitile sezione Giornalismo “Antonio Ravel”
- 2021 Premio Posillipo per il Giornalismo
- 2021 Premio Salvatore Di Giacomo per il giornalismo e la cultura napoletana

## Pubblicazioni
- Antonello Perillo, L'isola che c'è. Capri raccontata ai ragazzi, La Conchiglia, 2004.
- Antonello Perillo, Cuore Azzurro, il Napoli dalla C alla Champions, Centoautori, 2012.
- Vari autori. Il Vangelo secondo Diego. La mano de D10S in 10 “rivelazioni”, Colonnese, 2021